# La grande guerra
La grande guerra is een Italiaanse filmkomedie uit 1959 onder regie van Mario Monicelli. Hij won met deze film de Gouden Leeuw op het Filmfestival van Venetië.

## Verhaal
Giovanni en Oreste zijn twee lafaards die tijdens de Eerste Wereldoorlog aan het Italiaans-Oostenrijkse front gelegerd zijn. Ze geven een geheel eigen interpretatie aan de orders van hun oversten. Zo ontlopen ze telkens weer iedere vorm van verantwoordelijkheid. Uiteindelijk raken ze echt in de problemen.

## Rolverdeling
| Acteur           | Personage           |
| ---------------- | ------------------- |
| Vittorio Gassman | Giovanni Busacca    |
| Alberto Sordi    | Oreste Jacovacci    |
| Silvana Mangano  | Costantina          |
| Bernard Blier    | Kapitein Castelli   |
| Romolo Valli     | Luitenant Gallina   |
| Tiberio Murgia   | Nicotra             |
| Livio Lorenzon   | Sergeant Barriferri |
| Guido Celano     | Commandant          |